# Gustav Heinrich Naecke
Gustav Heinrich Naecke (auch: Naeke; * 4. April 1785 in Frauenstein in Sachsen; † 10. Januar 1835 in Dresden) war deutscher Maler.

## Leben
Naecke war der Sohn des Königlich Sächsischen Hofrats und Oberamtmanns Johann Gottlieb Naecke, der 1785 nach Dresden versetzt wurde. Eigentlich wollte sein Vater, dass er Anwalt wird, dennoch konnte sich Naecke 1803 in der Dresdner Kunstakademie einschreiben. Dort nahm er bei Cajetan Toscani (1742–1815) Privatunterricht. Auch anderen fiel sein Talent auf, so den Lehrern Joseph Grassi und Ferdinand Hartmann.
Seine erste größere Ausstellung war die Dresdner Kunstausstellung von 1808. Im Jahr 1811 zeigte er gleichfalls in Dresden sein Werk „Faust und Gretchen“, mit dem er eine Reihe von Faustbildern begann. Im Jahr 1817 ging Naecke gefördert durch ein königliches Stipendium nach Italien, wo er sich im Kreise des Malers Friedrich Overbeck wiederfand. Er malte hier Fresken in der Villa Massimi, mit Darstellungen aus Dantes Inferno. Im Auftrage des Naumburger Domherren Immanuel Christian Leberecht von Ampach entstand 1824/25 das Gemälde Christus, den Jüngern zum letzten Mal erscheinend, auch Friede sei mit Euch genannt für den Christus-Zyklus im Naumburger Dom.
Naecke kehrte 1825 nach Dresden zurück, um als Professor an der Kunstakademie zu lehren. In den letzten Jahren seines Lebens fesselte ihn ein schweres Leiden an sein Zimmer, an dem er 1835 starb.
Familie

Sein Bruder August Ferdinand Naeke (1788–1838) war Professor für Philologie in Bonn.

## Werke
- Eines seiner ersten Werke zeigte einen Amor, der versucht, dem Adler Jupiters den Donnerkeil zu rauben.
- Ein weiteres zeigte den Besuch der Elisabeth bei St. Anna und Maria.
- Mitarbeit an Titelkupfern zu Goethes Ausgabe letzter Hand. Friedrich Fleischer, Leipzig 1828–1834 (haab-digital.klassik-stiftung.de Weimar).